# Marina Deviatova
Marina Deviatova, född 13 december 1983 i Moskva i Ryssland, är en rysk sångerska. Hon brukar framföra musik på ryska och sjunger ofta folkmusik i modernare form. Hon är dotter till musikern Vladimir Deviatov.
Hon har framfört konserter för rysk folkmusik och ryska traditioner. Hon har även uppträtt för Vladimir Putin, Elizabeth II och Muammar al-Gaddafi.